# Gravebier
Gravebier (Andrenidae) er en stor familie af solitære (enlige) bier, der har deres rede i jorden. Det fleste medlemmer af familien findes i tempererede eller tørre områder af verden. Familien omfatter nogle særdeles store slægter (f.eks. Andrena med over 1.300 arter og Perdita med over 700 arter). Gravebier er den artsrigeste familie af bier i Danmark med mindst 61 arter; 59 arter af slægten Andrena (jordbier) og to arter af slægten Panurgus (strithårsbier).
En af underfamilierne, Oxaeinae, er så forskellig i udseende fra andre arter i familien, at den tidligere blev tildelt familiestatus, men fylogenetisk analyse afslører, at disse bier er meget tæt beslægtede med gravebier.

## Beskrivelse
Gravebier er typisk små til moderat store bier, som ofte har pollenkurve (scopae) på de basale segmenter af benet ud over tibia (skinnebenet), og de samler almindeligvis kun pollen fra en begrænset antal arter (såkaldt oligolektisk fødeadfærd) (især inden for underfamilien Panurginae). De kan adskilles fra andre bifamilier ved tilstedeværelsen af sammenføjninger i ansigtet under antennefæstet (to subantennale suturer), et primitivt træk, der deles med hvepse-gruppen Spheciformes. Mange grupper har også fordybninger eller riller kaldet foveae (ental: fovea) på hovedet mellem øjnene og antennefæstet (de kan være svære at se, da de ofte er dækket af hår), et andet træk, der ses hos sphecoide hvepse, og også deles af nogle korttungebier (Colletidae). Gravebierne er blandt de få bifamilier, der ikke rummer nogen kleptoparasitter. Familien indeholder et meget stort antal arter, især blandt Panurginae, hvis apparet til at stikke er så reduceret, at de reelt ikke er i stand til det.
Underfamilien Oxaeinae er ret anderledes i udseende fra de andre underfamilier, idet de er store, hurtigtflyvende bier med store øjne, der ligner nogle af de større korttungebier (Colletidae).
Fossile gravebier er kendt fra grænsen mellem Eocæn og Oligocæn, der blev aflejret for omkring 34 mio år siden.

## Aftenaktive arter
Gravebier er en af de fire bifamilier, der indeholder nogle nataktive (crepuskulære) arter; disse arter er kun aktive i skumringen eller tidligt på aftenen og anses derfor teknisk set som "vespertiner" (aftenaktive). Hos gravebierne forekommer sådanne arter primært i underfamilien Panurginae. Disse bier har, som det er typisk i sådanne tilfælde, kraftigt forstørrede punktøjne (ocelli) på toppen af hovedet, selvom en aftenaktiv underslægt af Andrena har normale ocelli. De andre familier med nogle aftenaktive arter er Halictidae, Colletidae og Apidae.

## Systematisk inddeling
- Orden Årevingede, (Hymenoptera)
  - Gruppen Stilkhvepse, Apocrita
    - Gruppen Brodhvepse, Aculeata
      - Overfamilien Apoidea
        - Familien gravebier, Andrenidae
          - Gruppen Alocandrenini – bare én art
            - Alocandrena porteri Michener – Chile

          - Gruppen Andrenini – alle arter med undtagelse af 9 tilhører slægten Andrena
            - Slægten Ancylandrena
            - Slægten jordbier (Andrena) Fabricius, 1775 – over 1.300 arter, tæt på 400 i Europa; Op imod 66 arter kan findes i Danmark:[4]
              - Andrena albofasciata (Hvidkløverjordbi)
              - Andrena alfkenella (Punkteret Småjordbi)
              - Andrena angustior (Bredkindet Jordbi)
              - Andrena apicata (Stor Pilejordbi)
              - Andrena argentata (Sølvjordbi)
              - Andrena barbilabris (Sandjordbi)
              - Andrena batava (Andrena batava)
              - Andrena bicolor (Tofarvet Jordbi)
              - Andrena bimaculata (Rapsjordbi)
              - Andrena carantonica (Tjørnejordbi)
              - Andrena chrysopyga (Overdrevsjordbi)
              - Andrena chrysosceles (Gulbenet Jordbi)
              - Andrena cineraria (Sorthvid Jordbi)
              - Andrena clarkella (Rødbrystet Jordbi)
              - Andrena coitana (Løvskovsjordbi)
              - Andrena curvungula (Klokkejordbi)
              - Andrena denticulata (Tandet Jordbi)
              - Andrena falsifica (Potentilsmåjordbi)
              - Andrena flavipes (Gulbåndet Jordbi)
              - Andrena fucata (Hindbærjordbi)
              - Andrena fulva (Rødpelset Jordbi)
              - Andrena fulvago (Kurvjordbi)
              - Andrena fulvida (Skovjordbi)
              - Andrena fuscipes (Lyngjordbi)
              - Andrena gelriae (Rundbælgjordbi)
              - Andrena gravida (Hvidbåndet Jordbi)
              - Andrena haemorrhoa (Rødhalet Jordbi)
              - Andrena hattorfiana (Blåhatjordbi)
              - Andrena helvola (Æblejordbi)
              - Andrena humilis (Brunhalet Jordbi)
              - Andrena intermedia (Rødkløverjordbi)
              - Andrena labialis (Klintjordbi)
              - Andrena labiata (Blodjordbi)
              - Andrena lapponica (Blåbærjordbi)
              - Andrena lathyri (Vikkejordbi)
              - Andrena marginata (Orange Jordbi)
              - Andrena minutula (Parksmåjordbi)
              - Andrena minutuloides (Gulerodssmåjordbi)
              - Andrena morawitzi (Feltjordbi)
              - Andrena nanula (Pimpinellesmåjordbi)
              - Andrena nasuta (Sydlig Jordbi)
              - Andrena nigriceps (Mørk Sommerjordbi)
              - Andrena nigroaenea (Sortbrun Jordbi)
              - Andrena nigrospina (Sort Jordbi)
              - Andrena nitida (Glinsende Jordbi)
              - Andrena niveata (Frynset Småjordbi)
              - Andrena nycthemera (Pelset Jordbi)
              - Andrena ovatula (Gyveljordbi)
              - Andrena praecox (Forårsjordbi)
              - Andrena proxima (Kørvelsmåjordbi)
              - Andrena ruficrus (Lille Pilejordbi)
              - Andrena schencki (Rød Jordbi)
              - Andrena semilaevis (Skinnende Småjordbi)
              - Andrena similis (Vissejordbi)
              - Andrena simillima (Lys Sommerjordbi)
              - Andrena subopaca (Skovsmåjordbi)
              - Andrena synadelpha (Bredrandet Jordbi)
              - Andrena tarsata (Tormentiljordbi)
              - Andrena thoracica (Kystjordbi)
              - Andrena tibialis (Lønjordbi)
              - Andrena vaga (Hvidbrystet Jordbi)
              - Andrena varians (Slåenjordbi)
              - Andrena ventralis (Rødbuget Jordbi)
              - Andrena viridescens (Cyanjordbi)
              - Andrena wilkella (Ærtejordbi)

            - Slægten Euherbstia – sjælden, kun i Chile
            - Slægten Megandrena
            - Slægten Orphana – sjælden, kun i Chile
            - Slægten Oxaeini – 19 store arter, kun i Amerika
            - Slægten Mesoxaea
            - Slægten Notoxaea
            - Slægten Oxaea
            - Slægten Protoxaea

          - Gruppen Panurgini – 33 slægter, blandt andet:
            - Slægten Melitturga Latreille, 1809 – 4 arter i Europa
            - Slægten Panurginus Nylander, 1848 – 12 arter i Europa
            - Slægten strithårsbier (Panurgus) Panzer, 1806 – 30 arter i Europa. To arter kan findes i Danmark:[4]
              - Panurgus banksianus (Stor Strithårsbi)
              - Panurgus calcaratus (Lille Strithårsbi)

            - Slægten Perdita  – tæt på 800 arter, ikke i Europa